# Jānis Dūklavs
Jānis Dūklavs, né le 24 novembre 1952 à Ķegums, est un homme politique letton. Commandeur de l'ordre des Trois Étoiles.

## Biographie
Entre 1971 et 1976, Jānis Dūklavs suit des études à l'université d'agriculture de Lettonie dont il sort avec le diplôme d'ingénieur forestier. De 1975 à 1991, il est président du conseil d'administration de la ferme collective Piebalga en Lettonie.

### Engagement politique
Le 12 mars 2009, il est nommé ministre de l'Agriculture sur proposition de l'Union des verts et des paysans (ZZS), dont il n'est pas membre. Un mois plus tôt, il avait pourtant refusé d'occuper cette fonction. Reconduit dans ses fonctions après les élections législatives de 2010, il doit quitte son poste le 25 octobre 2011, un mois après les élections législatives anticipées. Lors de ce scrutin, il est par ailleurs élu député à la Saeima et siège au sein du groupe ZZS.
Il redevient ministre de l'Agriculture le 22 janvier 2014.